# 朱慈燁
德化王朱慈燁（？—1649年12月3日（永曆三年十一月丙辰）），明朝宗室、南明軍事人物。

## 生平
朱慈燁是明憲宗六世孫、德化王朱由楬的兒子，襲封德化王的日期不詳。永曆元年（1647年）二月，曾慶奉他在平和縣起兵，收復漳州，但之後戰敗逃入平和山中。七月，他們在小桃源再次起兵，有數萬士兵；十二月時，朱慈燁引導何應祐和他結盟，並殺害何應祐。永曆三年（1649年）四月，他守衛延平將軍寨、白壁寨、酒埕寨等，聯合石城王朱議𣴖等人奪回尤溪、大田，攻順昌、將樂，命令兵部尚書羅南生及張仲恢復沙縣。很快軍隊遭打敗，朱慈燁退保將軍寨；將軍寨位處高地險要，清將陳錦在對面山疊土墊高進攻。十一月，將軍寨淪陷，朱慈燁和朱議𣴖遇害，羅南生等人投降清朝。

## 引用
1. 1 2  錢海岳《南明史·卷三·本紀第三》：（永曆三年）十一月丙辰朔，延平將軍寨陷，德化王慈燁、石城王議𣴖薨。
2. 1 2  錢海岳《南明史·卷二十八·列傳第四》：德化王慈燁，德化王由楬子，不知何年襲。永曆元年二月，曾慶奉之起兵平和，復漳州，敗入平和山中。七月，起兵小桃源，兵至數萬。十二月，誘何應祐盟，殺之。
3. ↑  錢海岳《南明史·卷二十八·列傳第四》：三年四月，守延平將軍、白壁、酒埕諸寨。合石城王議𣴖等，出復尤溪、大田，攻順昌、將樂，命兵部尚書羅南生及張仲開復沙縣。已而敗績，慈燁退保將軍寨。寨地高險，清將陳錦於對山疊土乘高攻之。十一月朔，寨陷，遇害薨，宗室皆盡，南生等降於清。